# Mortal Kombat: Deception
Mortal Kombat: Deception — відеогра жанру файтинг, розроблена Midway Games Chicago та випущена компанією Midway Games в 2004 році. Шоста гра в основній серії Mortal Kombat. Видавалася тільки для PlayStation 2, Xbox і GameCube, а для PlayStation Portable була випущена портативна версія Mortal Kombat: Unchained. У Франції гра вийшла під назвою Mortal Kombat: Mystification. Це перша гра в серії Mortal Kombat з вбудованим онлайн-мультиплеєром.
Сюжет заснований на поверненні колишнього правителя Зовнішнього світу, дракона Онаґи, котрий прагне завоювати і підкорити всі інші світи. Йому протистоїть раніше обманутий ним воїн Суджінко, збираючи найкращих бійців для боротьби з драконом.

## Ігровий процес

### Бої
У MKD з'явилися інтерактивні арени, що складаються з декількох рівнів, на яких можна підібрати зброю і потрапити в пастки. Невидимі стіни об які можна було вдарити супротивника, заподіявши йому шкоди, зникли. Була введена система «Combo Breaker», яка дозволяє перервати комбінацію атак супротивника три рази за матч. У персонажів з'явилися унікальні кидки і переможні стійки (деякі з яких були взяті з MKDA). Також деякі бійці отримали унікальні підйоми після програшу в раунді (Саб-Зіро стріляє в підлогу льодом, щоб піднятися, тощо).
MKD — перша гра серії в якій є онлайн режим. У версії для GameCube Нуб-Смоук, Джейд, Лі Мей, Кіра, Хотару і Хавік вже відкриті для гри. Горо і Шао Кан є ексклюзивом для GameGube і PSP.

### Міні-ігри
У MKD були додані дві міні-гри — Chess Kombat і Puzzle Kombat.
Chess Kombat — нагадує класичні шахи, але замість звичайних фігур використовуються бійці МК. Щоб зайняти клітинку вже зайняту бійцем противника, необхідно перемогти його в бою. Також обидві граючі сторони можуть використовувати захисні і атакуючі заклинання.
Puzzle Kombat — подібна на Super Puzzle Fighter 2 Turbo від Capcom. Гра нагадує тетріс, але на передньому плані б'ються міні версії бійців. Якщо одному з гравців вдасться змусити зникнути ряд блоків, то його боєць здійснить комбо. По завершенні поєдинку на переможеному бійцеві переможець зробить смертельне добивання Фаталіті.

### Крипта
Крипта повернулася в оновленому вигляді в Mortal Kombat: Deception. У цій грі її було значно урізано й замість 676 трун наявно тільки 400. Нововведенням в Крипті стала наявність трун, які можуть бути відкриті тільки ключами, знайти які можна в режимі Завоювання. Ключі можна знайти шляхом відкривання скринь, збирання речей і перемоги над деякими персонажами в різних світах. Також в Крипті з'явилася функція самонаведення, яка дозволяє швидко знаходити труни від яких у гравця є ключ. У Крипті в MKD можна відкрити 12 персонажів, у версії для GameCube — тільки 6 персонажів.

### Завоювання
Новим режимом в Mortal Kombat: Deception став Завоювання, повністю перероблений в порівнянні з однойменним режимом в Mortal Kombat: Deadly Alliance. Завоювання показує історія бійця Суджінко, починаючи з часу його тренування з Бо'Рай Чо і закінчуючи початком Deception. В основному Завоювання — це пригодницька гра з елементами рольової гри, в якій слід подорожувати різними світами та виконувати завдання, які просувають сюжет і допомагають знайти ключі для Крипти й заробити гроші. Також в Завоюванні є і бої, які відбуваються в звичайному режимі. Є тренування за окремих персонажів, що нагадують тренування в MKDA. Також можна побитися і з неграбельними персонажами, наприклад, з Шанг Цунгом і Куан Чі. Після закінчення Завоювання Суджінко стає грабельним персонажем.

### Персонажі

#### Нові персонажі
- Ашра — демониця з Пекла, котра прагне очистити свою душу, вбиваючи інших демонів.
- Дайру — колишній гвардієць зі світу Сейдо, найманий вбивця, найнятий Дарріусом знищити свого колишнього командира Хотару.
- Дарріус — боєць зі світу Сейдо, розчарований в деспотії його правителів та бездіяльності щодо інших світів.
- Хавік — жрець Хаосу, основна мета якого — сіяти розбрат, незалежно де і між ким. Проте він врятував життя Кабалу і допомагає в боротьбі проти Царя драконів.
- Хотару — воїн Сейдо, що присягнув на вірність Оназі.
- Кіра — колишня торгівка зброєю, прийнята Кабалом в новий клан Чорного Дракона.
- Кобра — вуличний боєць, прикликаний Кабалом у новий клан Чорного Дракона.
- Суджінко — старий воїн, якого Онаґа обманом змусив воскресити себе, зібравши реліквії камідогу. Тепер виглядає як сивобородий старець, але залишається майстерним воїном.

#### Персонажі з попередніх ігор
- Барака — генерал армії таркатанів, слуга Онаґи.
- Бо'Рай Чо — вчитель єдиноборств з Зовнішнього Світу, який тренував Суджінко і Лю Кана.
- Єрмак — колишній воїн Шао Кана, складений з душ убитих воїнів, допомагає Лю Кану в його місії.
- Джейд — помічниця королеви Сіндел, допомагає врятувати з-під влади Онаги Кітану.
- Кабал — лідер нового клану Чорний Дракон, врятований Хавіком.
- Кенші — сліпий воїн-мечник, врятований Саб-Зіро.
- Лі Мей — молода жінка-воїн, врятована Бо'Рай Чо з рук Смертельного Альянсу.
- Лю Кан — колишній чемпіон Смертельною Битви, який повернувся після смерті як привид аби продовжити захищати світ і повернути своє тіло.
- Міліна — створений магією клон Кітани. Їй нарешті вдалося зайняти місце принцеси і тепер вона допомагає Царю драконів перемогти армію Еденії.
- Нічний Вовк — індіанець, який взяв на себе роль «Пожирача гріхів» свого племені, щоб увійти в Пекло і знищити Онаґу звідти.
- Рейден — бог Грому, що після воскресіння на Землі зрадив власним ідеалам і вирішив захистити Земне царство, не переймаючись яку ціну за це доведеться заплатити.
- Скорпіон — новий чемпіон Старших богів, обраний ними знищити Онаґу.
- Сіндел — королева Еденії, яка хоче врятувати Кітану від влади Царя драконів.
- Саб-Зіро — грандмагістр клану Лін Куей, який шукає вихід з Зовнішнього Світу разом з Кенші. Володіє магією льоду.
- Таня — екс-посол Альянсу, знову привела ворогів у свій рідний світ Еденію. Шукає інформацію про камідогу для Онаґи.
- Горо — князь раси шоканів, врятований від загибелі Шао Каном (є тільки у версіях для GameCube і PSP).
- Шао Кан — колишній імператор Зовнішнього Світу, який знову хоче повернути собі контроль над Зовнішнім світом (є тільки у версіях для GameCube і PSP).
- Нуб-Смоук (альянс між Нуб-Сайботом і Смоуком) — Нуб прагне створити армію кіборгів, використовуючи Смоука як зразок. Нуб Сайбот насправді є першим Саб-Зіро, убитим під час першого турніру Смертельної Битви Скорпіоном. Виступає підбосом гри.

- Онаґа — Цар драконів і колишній імператор Зовнішнього світу, що володіє силою воскрешати померлих. Був підступно вбитий Шао Каном, але відродився в тілі бійця Рептилії. В Mortal Kombat: Deception фігурує тільки як противник.

#### Секретні персонажі
- Куан Чі
- Шанг Цунг

### Арени
- Лігво жуків — подібна на гробницю споруда, присвячена напівбогу Лицарю Смерті, з зображеннями м'ясоїдних жуків, які самі також повзають підлогою.
- Бійня — кам'яне приміщення зі скульптурою черепа, звідки ллється кров.
- Небесний храм — храм в Земному царстві, на даху якого і відбувається бій. Тут лежить молот Рейдена, який можна підібрати.
- Острів Інь-Ян — тропічний острів на стику між двома світами: Зовнішнім світом і Землею. Земна половина острова освітлена сонцем. Половина в Зовнішньому Світі нічна, на ній постійно йде злива, а небо закрите хмарами. В океані видно Пекельний Корабель.
- Палата артефактів — зал, де клан Червоного Дракона зберігав свої скарби. У центрі зали розташований гігантський смарагд, з якого можна дістати меч. Під час сутички бійці можуть переміститися на нижній рівень арени, розбивши скляну підлогу.
- Трюм Пекельного корабля — порожній трюм Пекельного корабля, де висять повішені люди.
- Пекельна ливарня — майданчик в ливарні, де тече розплавлений метал і лежить величезний шмат розжареного заліза.
- Падаючі кручі — кругла платформа серед скель, яка поступово руйнується. Що більше часу минуло з початку бою, то меншими стають її розміри. Противник може впасти з арени на дно каньйону, всіяне шипами.
- Темна тюрма — в'язниця, де Шанг Цунг тримав воїнів, чиїми душами він збирався оживити мумії солдатів Царя драконів. В камерах можна побачити персонажів з попередніх ігор, які можуть схопити бійця, котрий підійде близько до них. Противника також можна скинути в лещата з шипами.
- Нижні копальні — шахта, де працюють гірничі механізми, а посередині знаходиться фігура голови дракона, куди можна скинути противника.
- Яма — 3D рімейк арени з першого Mortal Kombat.
- Мертвий басейн — 3D рімейк арени з Mortal Kombat II.
- Живий ліс — 3D рімейк арени з Mortal Kombat II.
- Золота пустеля — пустельна місцевість зі скелями, в яких вирізьблені статуї Будди.
- Могила Лю Кана — площа в китайському стилі посеред лісу, на якій похований Лю Кан.
- Гора Дракона — кругла арена в храмі, оточеному скелями, де час від часу вириваються язики полум'я.
- Внутрішній двір — 3D рімейк арени з першого Mortal Kombat.
- Портал — 3D рімейк арени з Mortal Kombat II.
- Фортеця Куан Чі — арена з Mortal Kombat: Deadly Alliance.
- Палац Куантан — арена з Mortal Kombat: Deadly Alliance.
- Нексус — кругла платформа, що магічним чином літає в повітрі. Навколо неї на величезній швидкості рухаються хмари. Платформа освітлена факелами, встановленими на колони.
- Храм Царя драконів — арена, оточена шипами, зі статуями драконів і кам'яними руками, що тримають по одній камідогу. При бої з Онаґою, розбивши одну з камідогу, можна тимчасово ослабити Онаґу.

## Сюжет
Багато тисячоліть тому Зовнішнім світом правив імператор Онаґа, який приєднував до своєї імперії нові світи. Він володів силою повертати померлих, тому його армія була непереможна. Щоб здобути безсмертя, Онаґа планував переродитися в тілі дракона, що вилупиться з останнього драконового яйця. Але при проведенні ритуалу його отруїв Шао Кан і захопив владу.
Проте дух Онаґи був незнищенний і з'явився молодому воїну з Земного царства Суджінко, назвавшись посланцем Старших Богів на ім'я Дамаш. Цар драконів доручив Суджінко зібрати шість реліквій Старших богів — камідогу, з різних світів і помістити їх на вівтар в Нексусі — місці, що зв'язувало всі відомі світи. Для виконання цього завдання він дав Суджінко здатність копіювати уміння інших бійців. Щойно остання камідогу опинилася на вівтарі, яйце дракона розкололося і дух Онаґи перемістився в тіло найближчого бійця — Рептилії. Він забрав камідогу з Нексуса, та для їх використання бракувало «ключа». З часом тіло Рептилії стало змінюватися, перетворюючись на тіло Царя драконів.
Тим часом, воїни Землі не змогли запобігти відновленню муміфікованої армії Царя драконів, пробудженої чаклунами Куан Чі й Шанг Цунгом, об'єднаними в Смертельний Альянс. Рейден кинув виклик Смертельному Альянсу сам. Незважаючи на всі свої зусилля Рейден не зміг здолати міць двох чаклунів і був переможений. Але Куан Чі та Шанг Цунг, не маючи тепер противників, намірилися кожен відібрати владу один в одного. Куан Чі переміг Шанг Цунга, але в цей час його знайшов Онаґа, щоб повернути свій трон і армію. Куан Чі, змушений знову об'єднатися з Шанг Цунгом і Рейденом, спробував зупинити Онаґу. Та зусиль їх трьох виявилося замало і Рейден вивільнив всю свою магічну силу у вигляді вибуху, який зруйнував все навколо. Проте Онаґа вистояв та заволодів амулетом Шіннока.
Суджінко, зрозумівши що він накоїв, виступив проти Царя драконів, збираючи на битву з ним найкращих воїнів Землі, Еденії і Зовнішнього Світу. Онаґа ж воскресив силою своєї магії Кітану, Соню, Кейджа, Джакса і Кунг Лао, поставивши їх на службу собі.
Гра пропонує пройти обраним персонажем низку боїв проти інших персонажів, обравши бік союзників чи противників Онаґи. Від вибору сторони конфлікту залежить фінал:
- Джейд. Таня допомагає Оназі зібрати всі камідогу, його перемога лишається питанням часу. Джейд вирішує помститись їй та дозволяє взяти себе в полон. Опинившись біля Тані, Джейд кидає в неї зілля, що змушує таркатанів напасти на Таню і вбити її, сприймаючи за суперника.
- Кенші. Саб-Зіро і Кенші після перемоги потай пробираються до порталу на Землю. Хотаро засліплює їх магією, щоб убити безпомічними, але Кенші завдяки духовному зору завдає удару перший.
- Скорпіон. Старші боги обирають Скорпіона за його подвиги своїм чемпіоном і дають силу знищити Онаґу. Врешті він заганяє Онагу в Нексус і знищує його.
- Міліна. Видаючи себе за Кітану, Міліна спрямовує армію Бо'Рай Чо проти Бараки — єдиного, хто знав її таємницю. Вбивши Бараку, Міліна без перешкод займає трон.
- Барака. Знаючи про зраду Міліни, він влаштовує зустріч з нею, але посилає замість себе іншого таркатана. Коли Міліна його вбиває, Барака зненацька нападає і розриває її на шматки.
- Саб-Зіро. Ніндзя знаходить броню своїх предків і вирушає до порталу на Землю. Дорогою він потрапляє в засідку таркатанів і готується прийняти останній бій. Але броня дає Саб-Зіро нові сили, він виходить переможцем, опанувавши спадок предків.
- Сіндел. Разом із Джейд вона знаходить колишнє тіло Онаґи і закляття, котрим можна повернути в нього душу. Онаґа намагається вбити обох, пославши на бій Кітану. Проте Сіндел і Джейд долають її та промовляють закляття. Душа Онаґи переноситься в поранений труп і Цар Драконів гине остаточно. Кітана звільняється від його чарів.
- Хавік. Він знаходить тіло Онаґи, переможеного іншими воїнами, та з'їдає його серце. Сила дракона переходить йому, Хавік задумує воскресити нею свого володаря Шао Кана.
- Рейден. Бог грому вкотре захищає Земне царство, але тепер клянеться завдати удару першим будь-кому, хто загрожує Землі.
- Лі Мей. Вона допомагає Оназі здобути абсолютну владу і скоро навіть Старші боги тікають в страху перед Царем драконів. Лі Мей стає його королевою та отримує неймовірну силу. Разом вони правлять Єдиним царством і збираються знищити останніх з богів.
- Кабал. Хавік дає завдання клану Чорного Дракона добути серце Онаґи, щоб отримати силу воскрешати померлих. Кабал добуває серце, проте лишає його собі.
- Єрмак. Він звільняє Лю Кана і його друзів з-під влади Онаги. Єрмак усвідомлює, що це лише мала перемога, проте задоволений тим, що нарешті зробив щось благородне.
- Нічний Вовк. Він здійснює ритуал, що перекладає гріхи всіх померлих його народу на Онагу. Внаслідок цього Онага навічно опиняється в Пеклі, а Нічний Вовк звільняється.
- Бо'Рай Чо. Дух Лю Кана підбадьорює Бо'Рай Чо, котрий майже зневірився в перемозі. Бо'Рай Чо очолює армію Кітани і веде її проти військ Бараки. Йому вдається перемогти, що надихає народи Зовнішнього світу на повстання проти Онаги.
- Нуб Сайбот. Він задумує створити армію демонів-кіборгів і стає володарем Пекла. Відродивши Смоука, він дає йому перше завдання — вбити Саб-Зіро.
- Таня. Вона дізнається про обряд, що може злити всі камідогу. Коли Онага виконує його, Таня вириває об'єднану камідогу з його рук, отримує нездоланну силу, та вбиває Царя драконів.
- Суджінко. Вбиваючи найсильніших слуг Онаги, Суджінко вбирає їхню міць. Врешті він розбиває камідогу і знищує в бою Онагу.
- Хотару. Ставши катом на службі в Онаги, Хотару страчує Саб-Зіро, впевнений, що чинить справедливо.
- Ашра. Вбивши Нуба Сайбота, Ашра отримує прощення та звільняється з-під влади Пекла. Її меч однак лишається там, чекаючи на наступного героя.
- Дайру. Переступивши через власні принципи, Дайру досягає своєї головної мети — вбиває зрадника Хотару.
- Кобра. Коли інші герої перемагають Онагу, Кобра з іншими членами клану Чорного Дракона атакують їх і не лишає нікого живим.
- Дарріус. Викравши Декларацію Порядку світу Сейдо, він проголошує нову еру. Він перемагає Хотару і піднімає революцію проти сенату Сейдо.
- Кіра. Кабал влаштовує бій між Кірою і Коброю. Кіра виходить переможницею та отримує завдання знайти нових рекрутів для Червоного Дракона.
- Лю Кан. Після всіх перемог Лю Кан повертає контроль над своїм тілом і стає колишнім собою — захисником Земного царства.
- Горо. Поборовши Онагу і його прибічників таркатанів, Горо захоплює Кітану й приносить її у жертву Шао Кану — новому імператору Зовнішнього світу.
- Шао Кан. Об'єднавшись із Горо, Шао Кан підступним прийомом убиває Онагу. Розбивши армії Кітани та таркатанів, він оголошує про повернення трону.